# Moerser Schloss

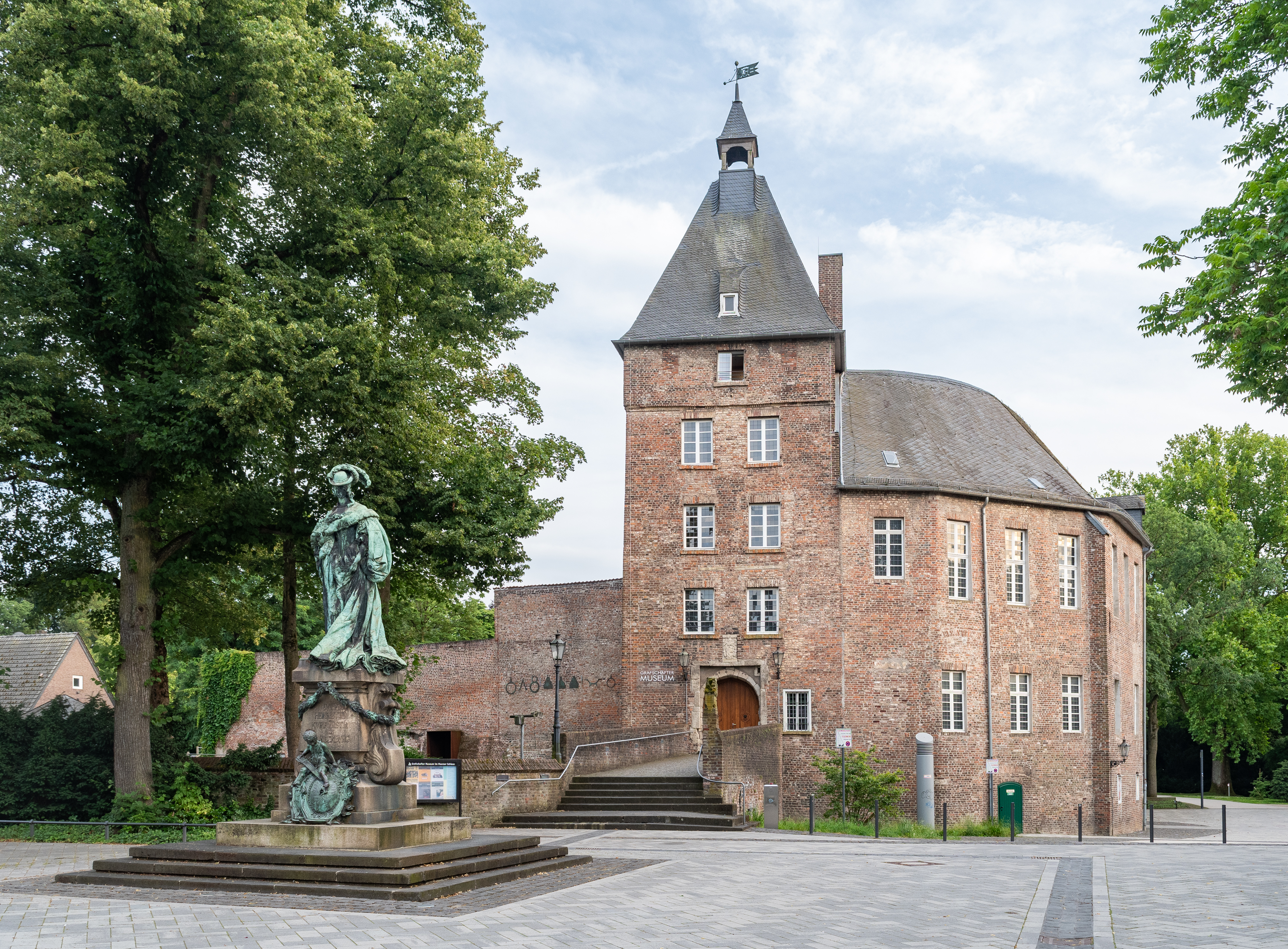
Schloss Moers mit Vorplatz und dem Standbild von Luise Henriette von Oranien (2024)

Grundriss des Moerser Schlosses nach A. Brix um 1800

Das Moerser Schloss ist das älteste bekannte Gebäude der Stadt Moers. Über die frühe Vergangenheit des Schlosses ist heute wenig bekannt, da viele Informationen bezüglich des Baus während des großen Stadtbrands im Jahr 1605 verloren gegangen sind. Das Schloss befindet sich zwischen dem Kastellplatz und dem Stadtpark mitten im Zentrum von Moers. Heute beherbergt es das Grafschafter Museum und das Stadttheater.
Otto Ottsen schrieb in seinem Buch Die Geschichte der Stadt Moers: „Ich halte die Geschichte des Schlosses in Moers für eines der am wenigsten geklärten Kapitel in der Geschichte der Stadt“. Neuere bautechnische Untersuchungen des Rheinischen Amtes für Denkmalpflege sowie Ausgrabungen in den Jahren 2000 bis 2003 lassen aber immerhin einige Aussagen zur Baugeschichte zu.

## Entstehung
Das erste Gebäude des Schlosses wurde um 1200 errichtet. Dabei handelte es sich um einen quadratischen Turm aus Tuffstein, also vulkanischem Gestein, welcher vornehmlich in der Eifel gefunden werden konnte. Das Material stammt vermutlich aus dem ehemaligen römischen Lager in Asciburgium. Die Kantenlängen des massiven romanischen Turms betrugen um die sieben Meter. Über seine Höhe kann man keine belegbare Aussage machen, da vom Turm heute außer den Grundmauern und dem Erdgeschoss nichts mehr existiert. Diese Überreste kann man im Schlosshof finden, wo sie noch einige Meter tief im Boden erhalten sind.
Man nimmt an, dass der Turm des Moerser Stadtwappens in stilisierter Form diesen ersten Schlossturm darstellen soll. Eine andere Theorie besagt, dass der so genannte Meerturm (ein Turm der alten Moerser Stadtmauer) die Vorlage für das Wappen war.
Im Verlauf des 13. Jahrhunderts schütteten die Burgherren einen ringförmigen Hügel um den Turm auf, was wegen des morastigen Untergrundes nötig geworden war, um weitere Gebäude errichten zu können. Dabei wurde der vorhandene Turm vermutlich bis auf das Erdgeschoss abgerissen und zum Verfüllen verwendet. Dieser Hügel wurde von außen mit einer ca. 3 m starken und 12 m hohen Ringmauer aus wiederverwerteten, vermutlich ebenfalls aus Asciburgium stammenden römischen Feldbrandsteinen umgeben. Die Moerser Ringmauerburg gehört damit zu den ältesten erhaltenen Ziegelbauwerken im Rheinland. Durch spätere Ausbauten, zunächst nach außen (15. und 16. Jh.) und später (19. Jh.) nach innen zum Burghof stellt die Ringmauer im erhaltenen Gebäudeteil eine zentrale sich geschossweise verjüngende Innenwand dar.

## Entwicklung

Stadtplan von Moers – Mercator 1591

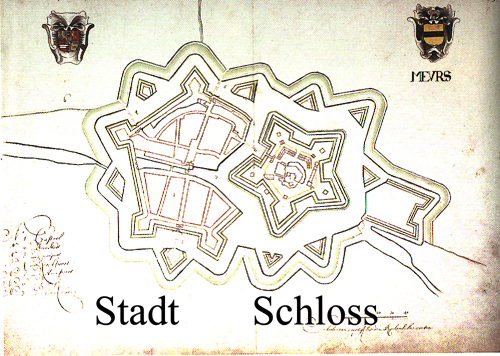
Stadt und Schloss als altniederländische Festung

Die älteste bekannte Abbildung von Stadt und Schloss stammt aus dem Jahr 1580 und zeigt einen vermutlich noch älteren Bauzustand. Der Moerser Reitmeister Arnold van Heurdt (1651–1705) zeichnete diesen Plan im 17. Jahrhundert erneut ab. Nur seine Zeichnung wurde überliefert, das Original ging verloren. Auf dieser Darstellung ist noch der Westflügel der Ringmauerburg als Hauptgebäude der mittelalterlichen Anlage mit Nord- und Südturm erkennbar. Der zwischen den Türmen zu sehende Wehrgang stellt heute den Korridor des noch vorhandenen Gebäudes dar. Zum Schutz gegen Kanonenkugeln wurde die alte Burg mit Zwingermauern umgeben. Diese dienten dann im 15./16. Jahrhundert als Fundamente zur Erweiterung der Burg nach außen hin. Der zwischen Zwingermauern und alter Ringmauer entstandene sog. Palas beinhaltet den großzügigen Rittersaal. Im Zuge des Ausbaus wurde der alte Nordturm abgerissen und der heutige Turm im Eingangsbereich errichtet. Aus der Ringmauerburg wurde so schrittweise eine Randhausburg. Sie war nun deutlich repräsentativer und komfortabler und entsprach nun dem bedeutenden Status der Grafen von Moers im 15. Jahrhundert.
Aus dem Jahre 1591 ist eine ähnliche Karte von Johannes Mercator vorhanden. Das Schloss bestand zu dieser Zeit bereits aus mehreren aneinander gebauten, länglichen Gebäuden. Diese sind in einem Viereck aneinander gelehnt. Aus den meisten Beschreibungen des Schlosses allerdings geht eine rundliche (polygone) Bauform hervor. Sämtliche Gebäude besaßen ein Spitzdach und waren mit Ziegeln abgedeckt. Bei genauerer Betrachtung kann man bereits den großen Turm mit dem kleinen Glockenturm erkennen, wie er heute noch steht.
Das Schloss wurde von einem Wassergraben umgeben, welcher wiederum von einer Verteidigungsanlage, bestehend aus Wällen, Mauern und Bastionen, umgeben war. Das Bauwerk stand, so wie die im Norden gelagerte Alt- und Neustadt, im Wasser des so genannten „Meers“, der aufgestauten Moerse. Es gab nur eine Brücke hinüber zur Altstadt, welche im Norden der Anlage an ein großes Tor anschloss. Schwer erkennbar sind der zu dieser Zeit noch bestehende Südturm und die Kapelle des Schlosses, über die schon im Jahr 1466 berichtet wurde.
Nach der Einnahme der Stadt durch Moritz von Oranien ließ dieser das Schloss 1601 bis 1604 für 100.000 Gulden mit fünf Bastionen verstärken. Auch die Stadt Moers wurde von 1610 bis 1620 nach dem altniederländischen System befestigt, welches während der niederländischen Freiheitskämpfe entwickelt wurde. Hier erkennt man deutlich die oben angesprochene rundliche Form des Schlosses.
Das Gelände, welches früher eine viereckige Form hatte, wurde nun sternförmig befestigt. Die Wassergräben rund um das Schloss kann man in ihrer Sternform noch heute auf einer Luftaufnahme im Schloss erkennen. Sie wurden mittlerweile aber teilweise umgebaut oder überbaut. Die Alt- und die Neustadt wurden in einer Festungsanlage zusammengefasst. Neue Gräben wurden ausgehoben und neue Wälle aufgeschüttet.

Das Moerser Schloss um 1910

Die nächste Zeichnung stammt aus dem Jahre 1663. Sie zeigt das Moerser Schloss sowie die Stadt im Grundriss. Moers galt zu dieser Zeit, sofern es von den Bewohnern gewissenhaft verteidigt wurde, als eine „uneinnehmbare Festung“. Die Festungswerke wurden im Jahre 1763 nach dem Ende des Siebenjährigen Krieges auf Geheiß Friedrichs II. von Preußen – Moers war 1702 preußisch geworden – geschleift. Bei dieser Maßnahme wurden der Graben zwischen Schloss und Stadt beseitigt und die vorhandene Haagsche Brücke wurde überflüssig. Einige Gräben wurden gefüllt und das Material, das man dazu benötigte, entnahm man den inneren Wällen der Verteidigungsanlage. Das entstandene Gartenland wurde teilweise in Parzellen verkauft, teilweise als Kirchenland gestiftet. Das Schloss wurde als königliches Amtshaus genutzt.
1765 befand sich das Schloss bereits in einem ziemlich brüchigen Zustand und war dringend renovierungsbedürftig, jedoch in den Grundstrukturen noch weitgehend erhalten, wie die um 1800 entstandene Grundrisszeichnung des Geometers Arnold Brix zeigt. 1802 wurde das Schloss als „verfallenes Gebäude, welches fensterlos und nur mit der Eingangstür versehen da stand“ beschrieben (Otto Ottsen).
Der östliche Teil des Schlosses wurde abgerissen und eine Windmühle sowie ein Wohnhaus sollten dort gebaut werden. Durch Probleme der Besitzverhältnisse der zum Schlosskauf gehörenden Grundstücke wurde es 1810 wieder weiterverkauft. Der Textilunternehmer Friedrich Wintgens, welcher zu dieser Zeit der bedeutendste Unternehmer in Moers war, kaufte es für 2.000 Franc. Er hatte schon zuvor die östlich des Schlosses gelegenen Gebäude (vormals Unterkünfte französischer und niederländischer Truppen) als Wohnhaus und Fabrik ausgebaut. Die inneren Festungsanlagen wurden abgerissen und der Schlosshof mit Bäumen bepflanzt. Teile des Schlossgrundstückes wurden verkauft und der übrige Bereich von dem neuen Besitzer in Gärten und Parkanlagen umgewandelt. Zur Innenhofseite wurden zwei- bis dreigeschossige Ziegelanbauten sowie eine grundlegend veränderte Fensteranordnung hinzugefügt. Wintgens ließ die mit Gräben durchzogene Wildnis 1836 in den heutigen Schlosspark umbauen.
Im Jahr 1905 erwarb die Stadt Moers auf Betreiben des Moerser Amtsgerichtsrates Hermann Boschheidgen das Schloss und stellte es dem von Boschheidgen gegründeten Verein für Heimatkunde als Museum zur Verfügung. 1938 erfolgte die bauliche Herrichtung des Schlosses als Museumsgebäude ohne wesentliche Beeinträchtigungen der Substanz. In der Museumsfunktion dient das Moerser Schloss bis in die Gegenwart der Vermittlung von Heimatgeschichte und als kultureller Treffpunkt für Ausstellungen und Theateraufführungen.

## Schlossherren
Die ersten Nachweise einer mittelalterlichen Besiedlung im Bereich der Moerser Innenstadt liefern die Heberegister des Klosters Werden. Danach war „Murse“ um 900 eine kleine bäuerliche Siedlung im Bereich der Mühlenstraße. Mit der Errichtung der Burg zogen die Bürger in die Nähe der Befestigung, so dass die Bonifatiuskapelle als ältester Moerser Siedlungsplatz außerhalb der Altstadt im „Buytendorp“ (Außendorf oder Vorstadt) lag. Die „Herren von Murse“ sind erstmals 1186 erwähnt. Später ist die Rede von den „Grafen von Murse“. Wie diese zu ihrem Titel gekommen sind, ist unbekannt. In den Anfängen versuchten sie sich von dem Herzog von Kleve unabhängig zu machen. Nachdem sie in finanzielle Schwierigkeiten gerieten, mussten sie die Lehenshoheit Kleves anerkennen, um ihre Probleme lösen zu können.
Erneut finanzielle Probleme führten dazu, dass die Moerser Grafen ihre Herrschaft ganz verloren. Graf Bernhard musste seinen Vater Vinzenz aus der Schuldhaft befreien. Hierzu wurde die Grafschaft an Wilhelm von Wied, einen Enkel von Vinzenz übertragen. Dieser vererbte schließlich die Grafschaft an Wilhelm II. von Neuenahr, so dass eine Doppelgrafschaft entstand. Bereits Wilhelm II bekannte sich zum Calvinismus. Sein Sohn Hermann machte das neue Bekenntnis in seinem Herrschaftsgebiet in den 1560er Jahren zur allgemeinen Konfession. Das Moerser Kloster, nahe zur Burg gelegen, wurde enteignet und ging in den Besitz der Grafen über.
Weil Hermann ohne Kinder blieb, ging die Grafschaft an seine Schwester Walpurga, die in zweiter Ehe mit Graf Adolf von Neuenahr-Alpen-Moers und Limburg verheiratet war. Dieser vollendete das Vorhaben seines Onkels zur Gründung einer Lateinschule, so dass das Adolfinum seinen Namen trug. Den Streit mit der katholischen Kirche um das Vermögen des Klosters löste er durch eine Abstandszahlung, so dass die Räume für die „schola illustris“ zur Verfügung standen. Gleichzeitig schuf Adolf eine reformierte Kirchenordnung in Moers. Damit wurde Moers in die Religionsauseinandersetzungen einbezogen und 1586 von den Spaniern besetzt. Walpurga floh nach Arnheim und um ihren Anspruch durchzusetzen schenkte sie die Grafschaft ihrem Neffen Moritz von Oranien, der die Stadt 1597 befreite. Die folgenden 100 Jahre unter niederländischer Herrschaft waren friedlich und wirtschaftlich erfolgreich. Im Zuge der Erbfolge kam Moers schließlich zu Preußen und wurde zur Enklave mit geringer Bedeutung. Wichtiger für Preußen waren Kleve und Wesel. Das Schloss hatte als Herrschaftssitz keine Bedeutung mehr und wurde schließlich in Privatbesitz verkauft.
Besitzerliste

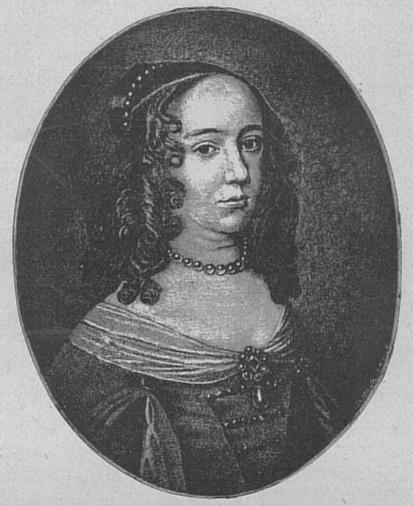
Kurfürstin Luise Henriette von Oranien als Porträt…

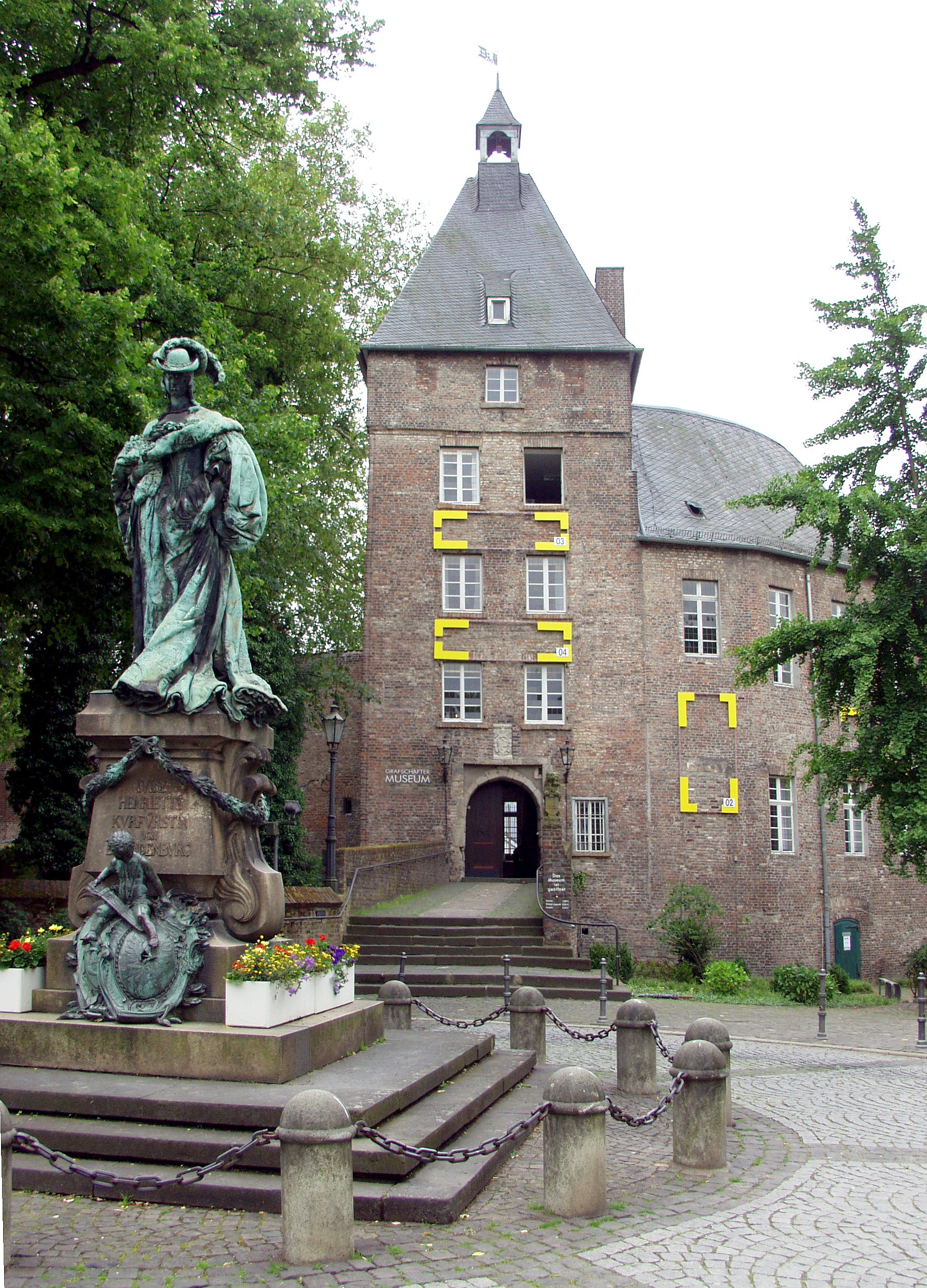
…und als Statue des Bildhauers Heinrich Baucke vor dem Schloss (Juni 2004)

- 1256–1294: Graf Dietrich von Moers
- 1294–1346: Graf Dietrich III.
- 1346–1356: Friedrich von Moers
- 1356–1365: Graf Dietrich IV.
- 1365–1372: Herr Johann
- 1372–1417: Graf Friedrich II.
- 1417–1448: Graf Friedrich III.
- 1448–1499: Graf Vincenz von Moers
- 1500–1501: Graf Bernhard von Moers
- 1501–1519: Wilhelm III. von Wied
- 1519–1552: Graf Wilhelm II. von Neuenahr
- 1553–1578: Graf Hermann von Neuenahr-Moers
- 1578–1589: Graf Adolf von Neuenahr zusammen mit Gräfin Anna Walburga von Neuenahr
- 1589–1594: Gräfin Anna Walburga von Neuenahr
- 1594–1625: Moritz von Oranien
- 1586–1594: Spanische Herrschaft in Moers
- 1597: Moritz von Oranien befreit Moers
- 1625–1647: Friedrich Heinrich von Oranien
- 1647–1650: Wilhelm II.
- 1650–1667: Kurfürstin Luise Henriette (der ein Denkmal vor dem Schloss gesetzt wurde, siehe Abbildung oben)
- 1667–1702: Wilhelm III. von Oranien-Nassau (ab 1689 König von England)
- ab 1702: König Friedrich I. von Preußen
- 1794–1815: Französische Herrschaft in Moers
- ab 1807: Notar Arnold Weinhagen kauft das Schloss für 4325 Franc.
- ab 1810: Textilunternehmer Gerhard Friedrich Arnold Wintgens[1] kauft das Schloss für 2000 Franc.
- 1905: Das Schloss geht in den Besitz der Stadt Moers über

## Nutzung

### Grafschafter Museum
In den Räumen des heutigen Moerser Schlosses befindet sich zum einen das Grafschafter Museum, welches mit seinen 19 begehbaren Räumen über das damalige Leben der Leute auf dem Schloss und in der Stadt informiert. Zu den Räumen zählen unter anderem der große, sehr hohe Rittersaal, in dem man eine lange altertümliche Tafel und kunstvoll gearbeitete Wandteppiche, so genannte Tapisserien, aus dem 17. Jahrhundert besichtigen kann. Im so genannten „Grafschafter Schlafzimmer“ stehen ein Himmelbett und ein Schrank aus geschnitzter Eiche aus dem Jahre 1791. Im 1607 renovierten Söller gibt es eine Ausstellung alter Spielzeuge. Andere Räume sind unter anderem das „Biedermeierzimmer“, der „bäuerliche Wohnraum“ und das „Kaminzimmer“. Daneben gibt es einen vollständigen Kolonialwarenladen sowie eine komplette Bergmannsapotheke. Ergänzt wird die Ausstellung durch viele Einzelmöbel, Keramiken, Trachten und Hausrat der Alltagskultur. Es gibt historische Funde aus der Römerzeit in Asciburgium und eine umfangreiche Sammlung von Puppenstuben im weiträumigen Söller des Schlosses. Zusätzlich führt das Museum jährlich mehrere thematische Ausstellungen durch. Wegen Sanierungsarbeiten war das Museum ab 2009 geschlossen. Die Wiedereröffnung fand am 8. September 2013 statt.

### Moerser Schlosstheater

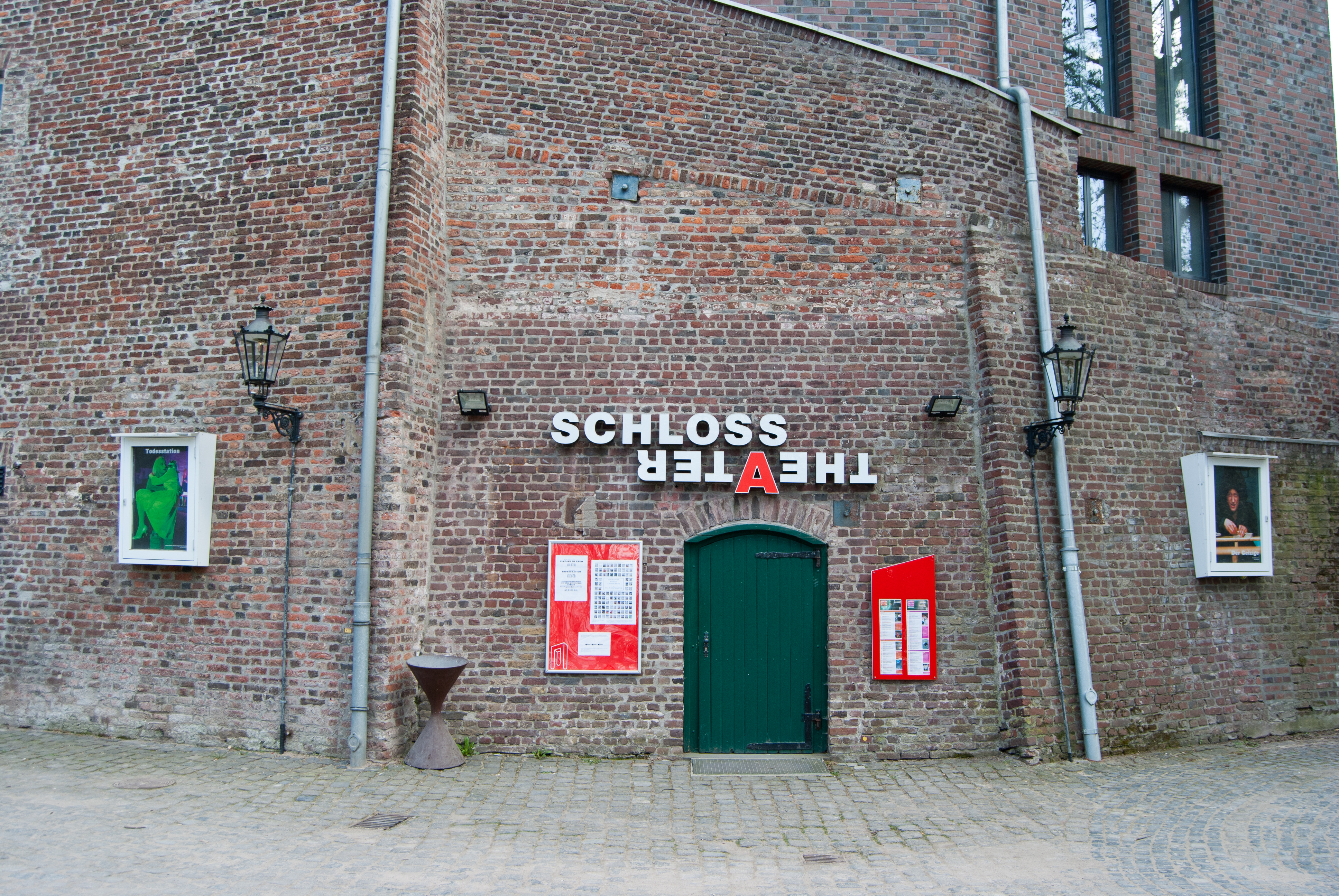
Eingang zum Schlosstheater

In den Kellerräumen des Schlosses mit einem eigenen Zugang von außen befindet sich seit 1975 das Moerser Schlosstheater. Die Gründung als Studio- und Kammertheater geht auf die Anregung des späteren ersten Intendanten Holk Freytag zurück. Für die Stadt bot sich am Rande des Ballungszentrums Ruhrgebiet die Möglichkeit, einen eigenen kulturellen Blickpunkt zu schaffen und zugleich die Attraktivität als Wohn- und Einkaufszentrum der Region zu steigern. Aufgrund denkmalpflegerischer Erfordernisse zog sich die Zeit vom Ratsbeschluss 1969 bis zur Einweihung 1975 einige Jahre hin und wurde teilweise durch Vorführungen in der Sommerzeit im Schlosshof überbrückt.
In Konkurrenz zu den Bühnen in Duisburg, Krefeld und Düsseldorf war es nicht leicht, ein eigenes Profil zu finden. Holk Freytag wählte von Anfang an den Weg, durchaus bekannte Stücke der moderneren Literatur (Heine, Brecht, Büchner, Peter Weiss), aber auch Klassiker wie Euripides und Aischylos provokant und experimentell unter oftmaliger kreativer Gestaltung von Publikumsbereich und Bühne zu inszenieren. Mit diesem Konzept gewann er recht schnell nicht nur das Moerser Publikum, sondern auch die Aufmerksamkeit und Anerkennung der überregionalen nationalen Kulturpresse. Auch die nachfolgenden Intendanten des immer kleinen, aber kreativen, jungen und engagierten Ensembles verfolgten die nunmehr schon als Tradition zu betrachtende Konzeption. So gab es neben eher klassischen Aufführungen eine täglich improvisierte Soap à la Lindenstraße, ein Kriminalstück in den Räumen des Schlosses oder eine Aufführung unter Mitwirkung älterer Moerser Bürger. Zur 700-Jahr-Feier der Stadt wurde im Jahr 2000 „Dantes Inferno Moers“ per Boot am breiten Stadtgraben theatralisch umgesetzt.
Intendanten:
- 1975–1988: Holk Freytag
- 1988–1989: Pia Bierey
- 1990–1999: Rupert Seidl
- 2000–2003: Johannes Lepper
- seit 2003: Ulrich Greb

## Schloss- und Freizeitpark

Schlosspark mit Blick auf das Schloss

Schlosspark mit Blick auf das alte Brauhaus

Partie am Stadtgraben

Seit der Schleifung der Festungsanlagen durch Friedrich den Großen im Jahre 1763 waren die Festungsinsel und die einstigen Steinwälle und Gräben immer mehr verkommen. Dorngestrüpp wucherte über der verfallenen Insel und der Moerser Bürger mied es, dort entlang zu wandern. Nur vereinzelte Ziegenherden, die anspruchslos genug waren, wurden zum Grasen in die Wildnis geschickt. Wintgens, der ab 1810 große Flächen südlich seines Betriebes erworben und zunächst landwirtschaftlich genutzt hatte, ließ diese ab 1836 durch den bekannten Gartenarchitekten Maximilian Weyhe aus Düsseldorf in eine private Parkanlage umgestalten. Entsprechend dem der Mode folgenden Stil Weyhes entstand nicht ein für solche Anwesen eher üblicher Barockgarten, sondern eine naturnahe Anlage im englischen Stil mit geschwungenen Wegen, großzügigen Flächen und Solitärbäumen, die so gruppiert wurden, dass ein wechselndes Spiel von Licht und Schatten sowie immer neue Durchblicke einen besonderen Reiz ergaben. Die Arbeit Weyhes ist nicht durch Pläne, sondern nur durch das späte Zeugnis des Moerser Gartenbauers Nickertz belegt. Der so gestaltete Garten umfasste den heutigen Ostteil des Parks, begrenzt durch den vom Schloss in Nord-Süd-Richtung verlaufenden Hauptweg sowie den östlichen Wall bis zum noch vorhandenen Schlossgraben. Nach dem Tode von Friedrich Wintgens wurde diese Parkanlage von dessen Sohn Heinrich an den Landrat von Hochwächter sowie von diesem an seinen Nachfolger, den Landrat John von Haniel verkauft.
Heinrich Wintgens seinerseits, der nach wie vor das Schloss bewohnte, beauftragte 1874 Peter Hermann Nickertz, nun den Westteil des Geländes ähnlich auszubauen. Diese Anlage ist enger von Wegen durchzogen und verglichen mit dem Ostteil wesentlich stärker mit exotischen Bäumen wie Blutbuchen, Esskastanien, Flügelnuss, Götterbaum und Schwarzkiefern bepflanzt. Eine Besonderheit dieses Bereichs ist die enge Wegführung entlang des breiten Stadtgrabens im Westen, durch die auch das Gewässer mit in die Gestaltung einbezogen wird. Dieser Teil wurde im Norden durch einen Obst- und Gemüsegarten begrenzt, der seinerseits 1910 in den Park integriert wurde.
Durch den Ankauf der Parkanlagen 1904 von der Familie Wintgens sowie 1913 vom Landrat von Haniel konnte die durch den Bergbau aufstrebende Stadt die Parkanlagen ab 1906 bzw. 1914 der Öffentlichkeit zugängig machen. Das Gelände südlich des Stadtgrabens, das noch innerhalb des Walls lag, blieb zunächst ungenutzt. Die Nordgrenze verlief unmittelbar am Privatgarten der Landräte, die zu dieser Zeit das sog. „Weiße Haus“, das ehemalige Wohngebäude des Arztes Wittfeld, als Wohnsitz nutzten. 1930 entstand als Anbau an die Schlossanlage das heute noch als Restaurant mit Biergarten beliebte Parkcafe. Im Jahr 1932 wurde dann der Südteil nach Plänen des Moerser Garteninspektors Max Massias als „Volks- und Bürgerpark“ mit großen Rasenflächen und weiten Durchblicken gestaltet. Im südlichen Zipfel entstand aufgrund des sandigen Untergrunds ein Heidegarten mit Birken und Wacholder. Aus dem ehemaligen Nutzgarten der Familie Wintgens östlich des Schlosses wurde eine Rasenanlage, der heutige Rosengarten. Ab 1933 wurde schließlich auch der Landratsgarten mit romantischem Teich und einem als Freisitz dienenden kleinem Hügel integriert sowie das Hektordenkmal errichtet.
Aufgrund der besonderen Bedeutung für Geschichte und Struktur der Stadt Moers wurden die Wallanlagen 1983 als Denkmalbereich unter Schutz gestellt und der Schlosspark 1989 zum Baudenkmal erhoben. Dazu wurden acht einzelne Bäume zu Naturdenkmalen erhoben. 2004/2005 wurde der Park schließlich als besonders exzellentes Beispiel in die Straße der Gartenkunst zwischen Rhein und Maas aufgenommen.
In den 1960er Jahren wurde in unmittelbarer Angrenzung an den Schlosspark das Gelände entlang des Moersbaches im Südwesten zu einem großzügigen Freizeitpark hergerichtet mit Tennis-, Bolz-, Grill- und Spielplätzen, einem Rodelberg, Streichelzoo, einem Blindenbeet, einem großen Teich für den Modellwassersport sowie einem japanischen Garten.

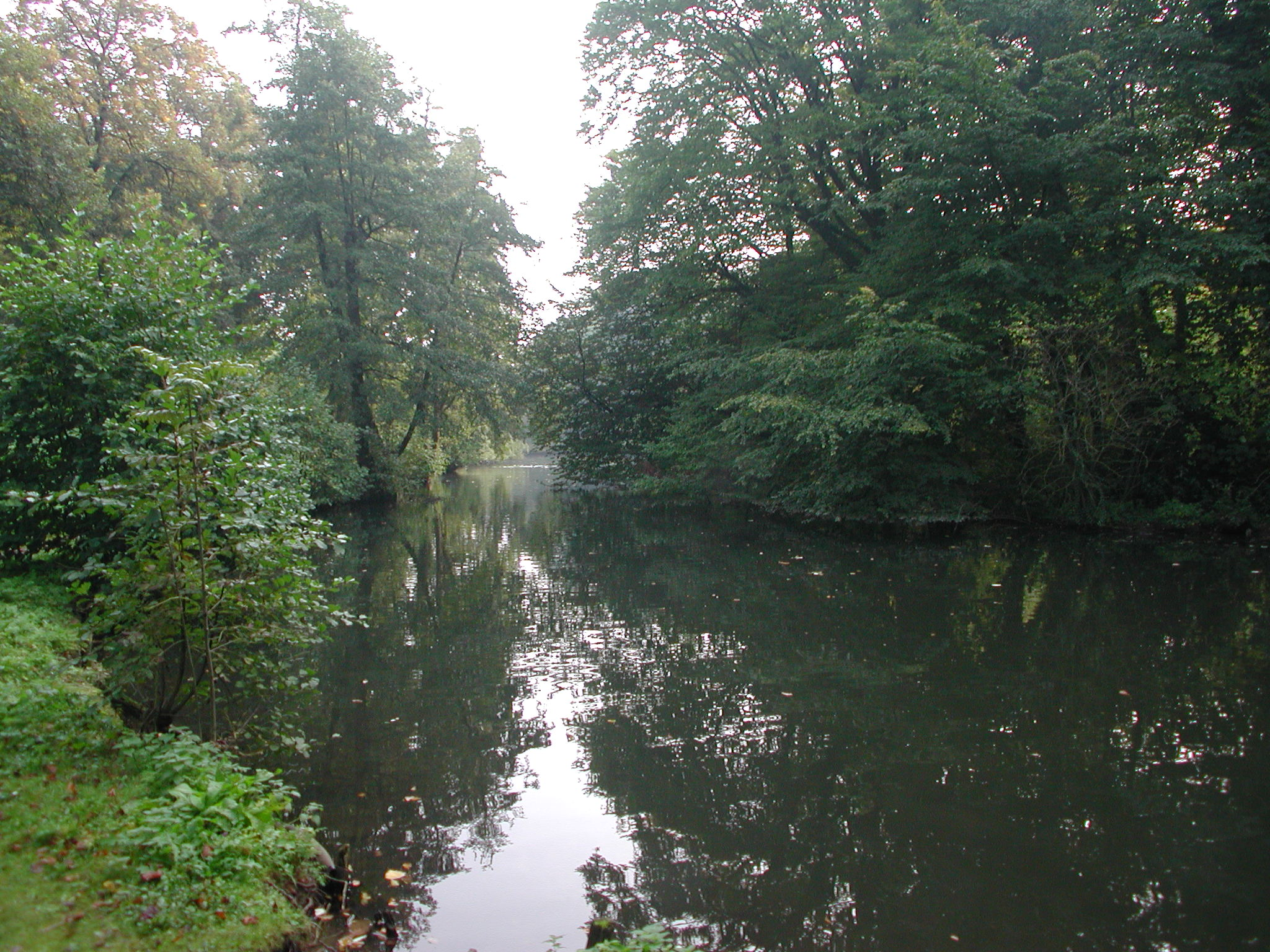
Stadtpark mit Insel
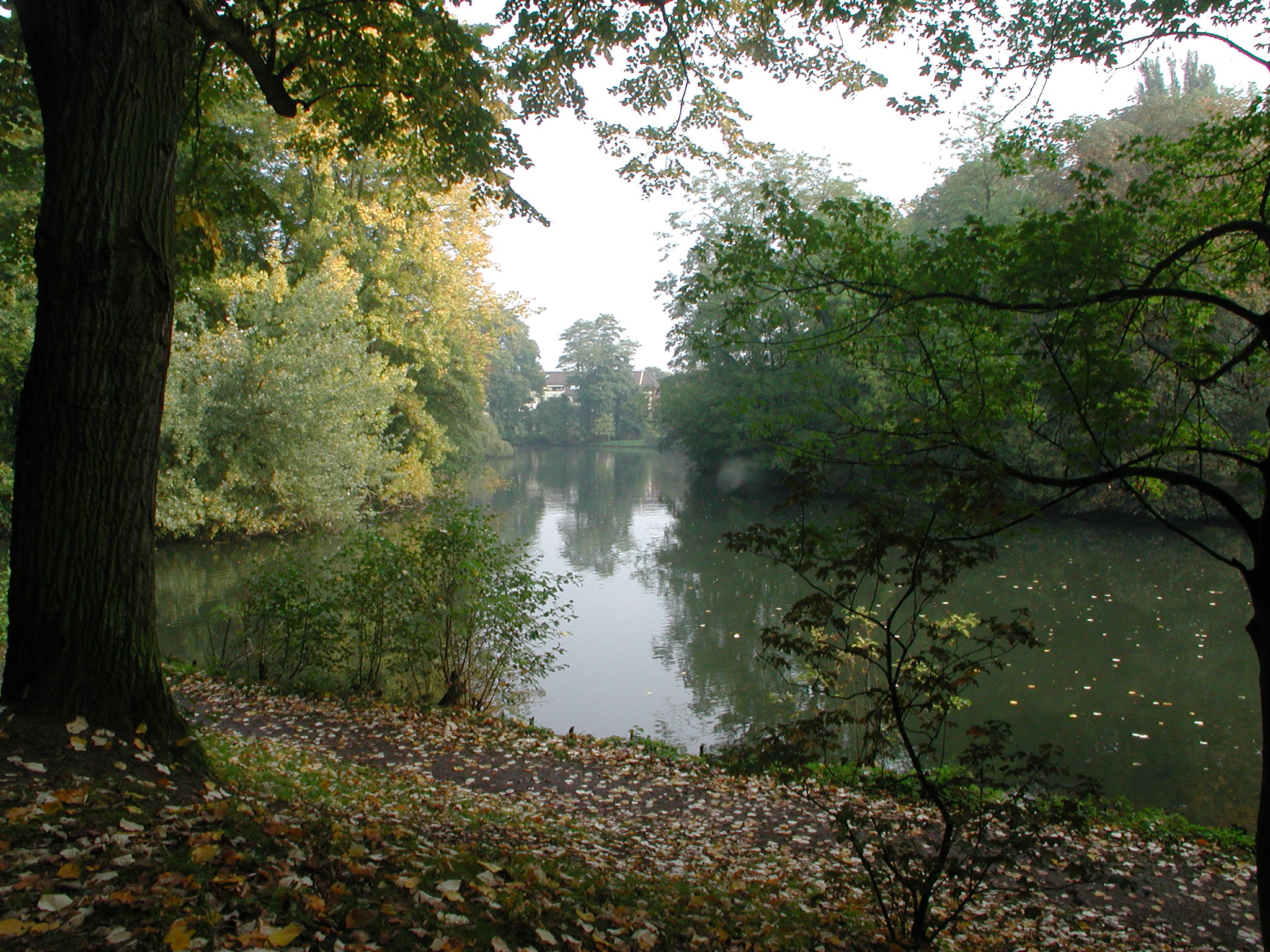
Stadtpark im Herbst
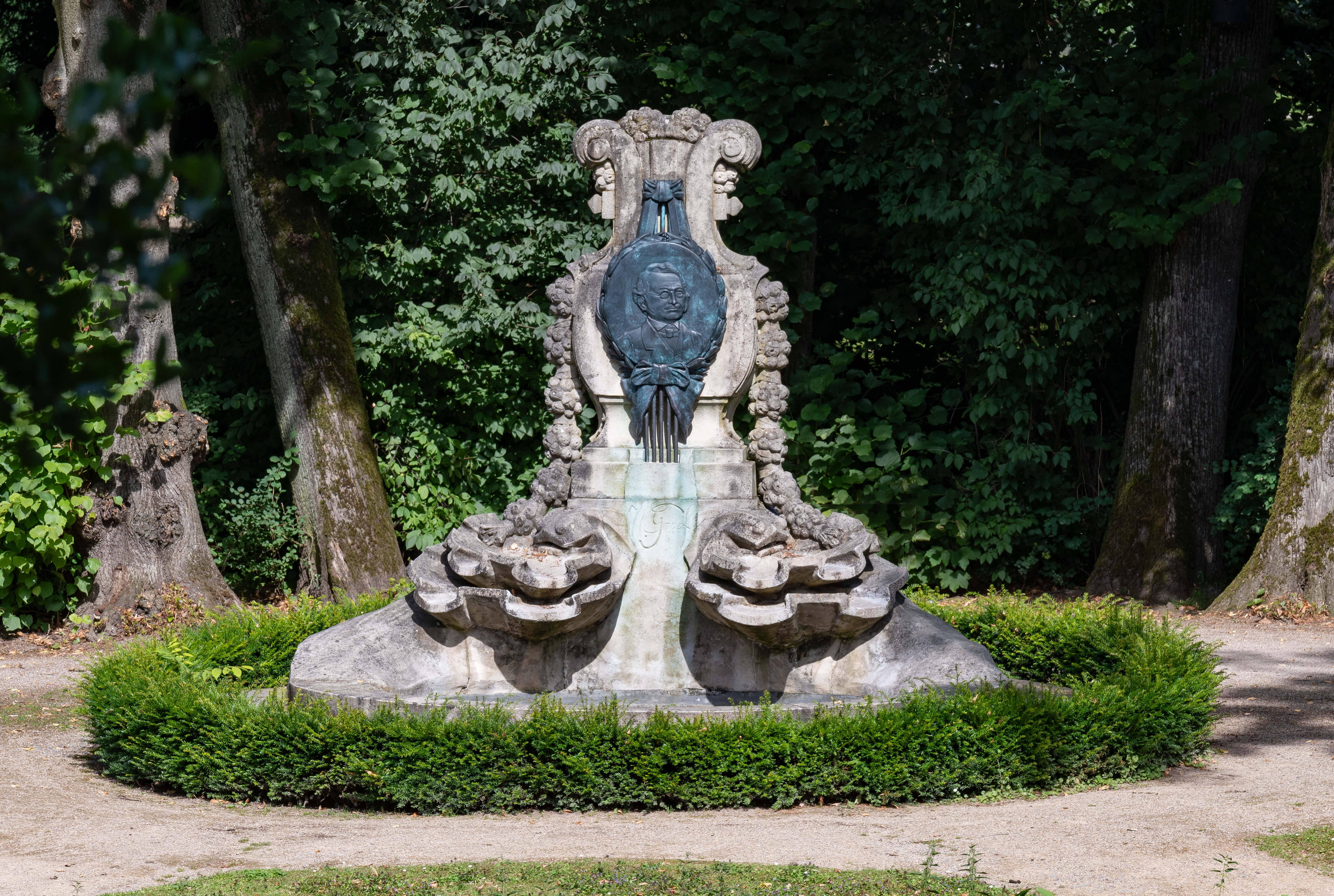
Wilhelm-Greef-Brunnen
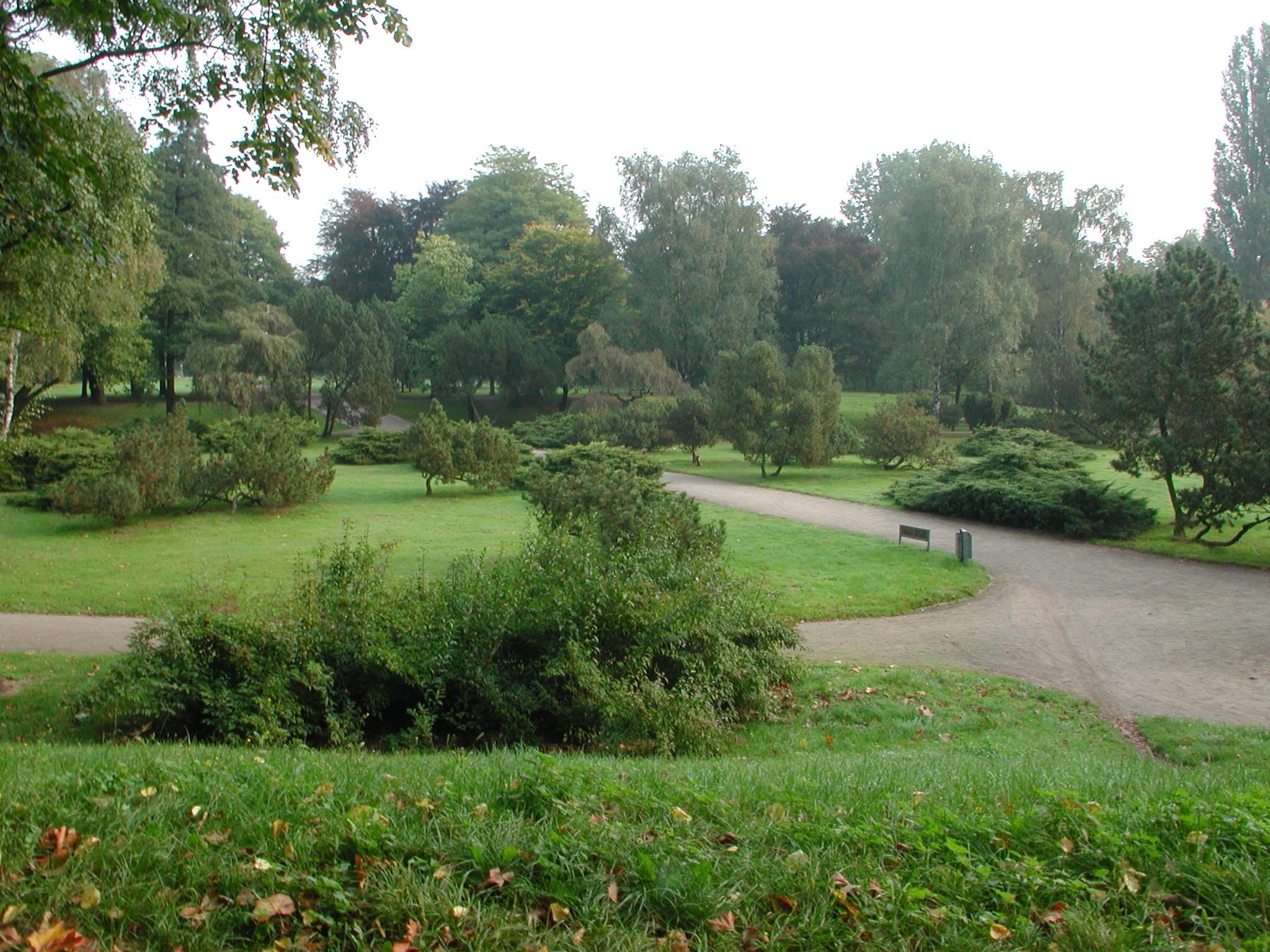
Stadtpark mit Birkenhain
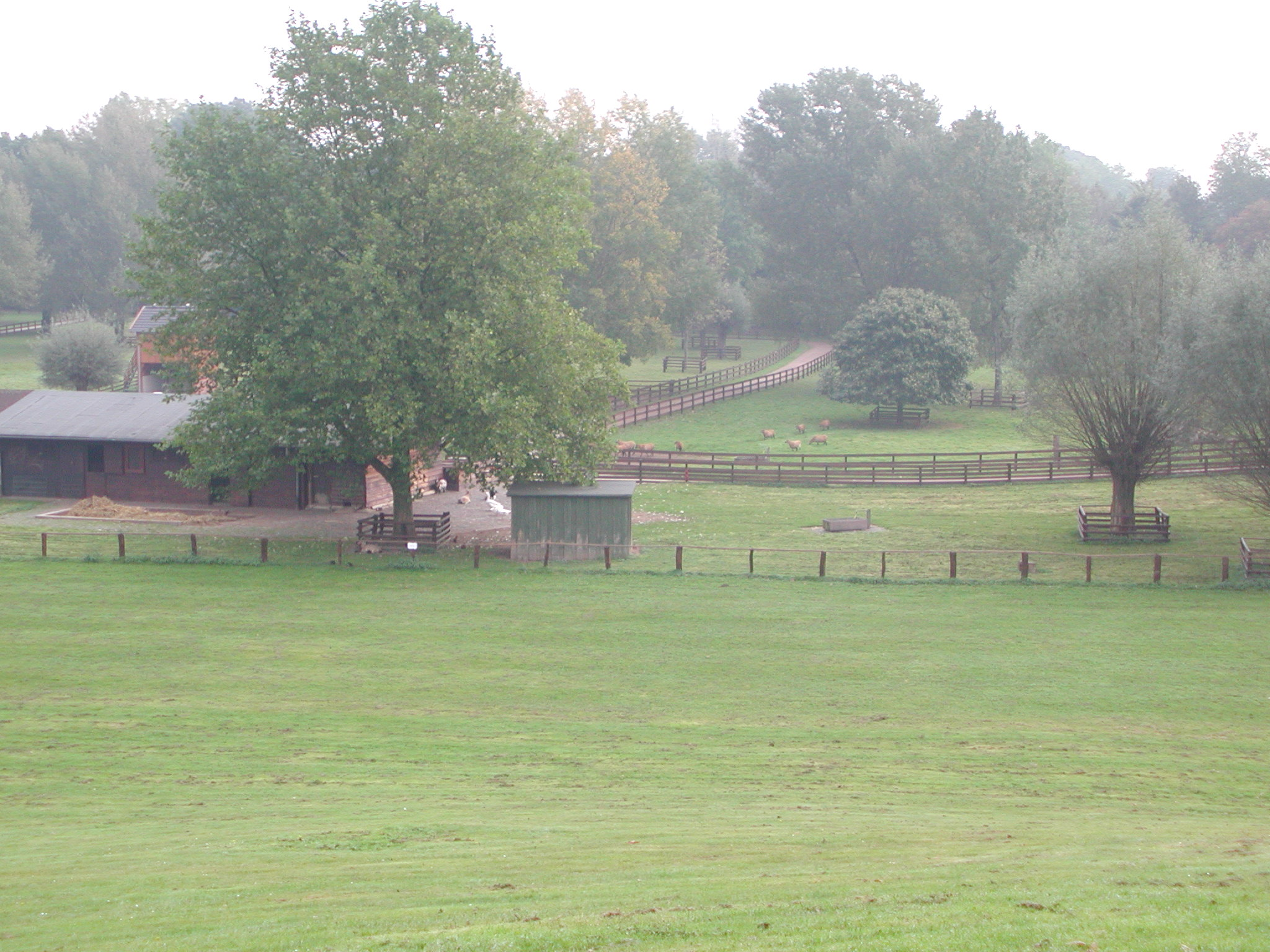
Streichelzoo im Freizeitpark
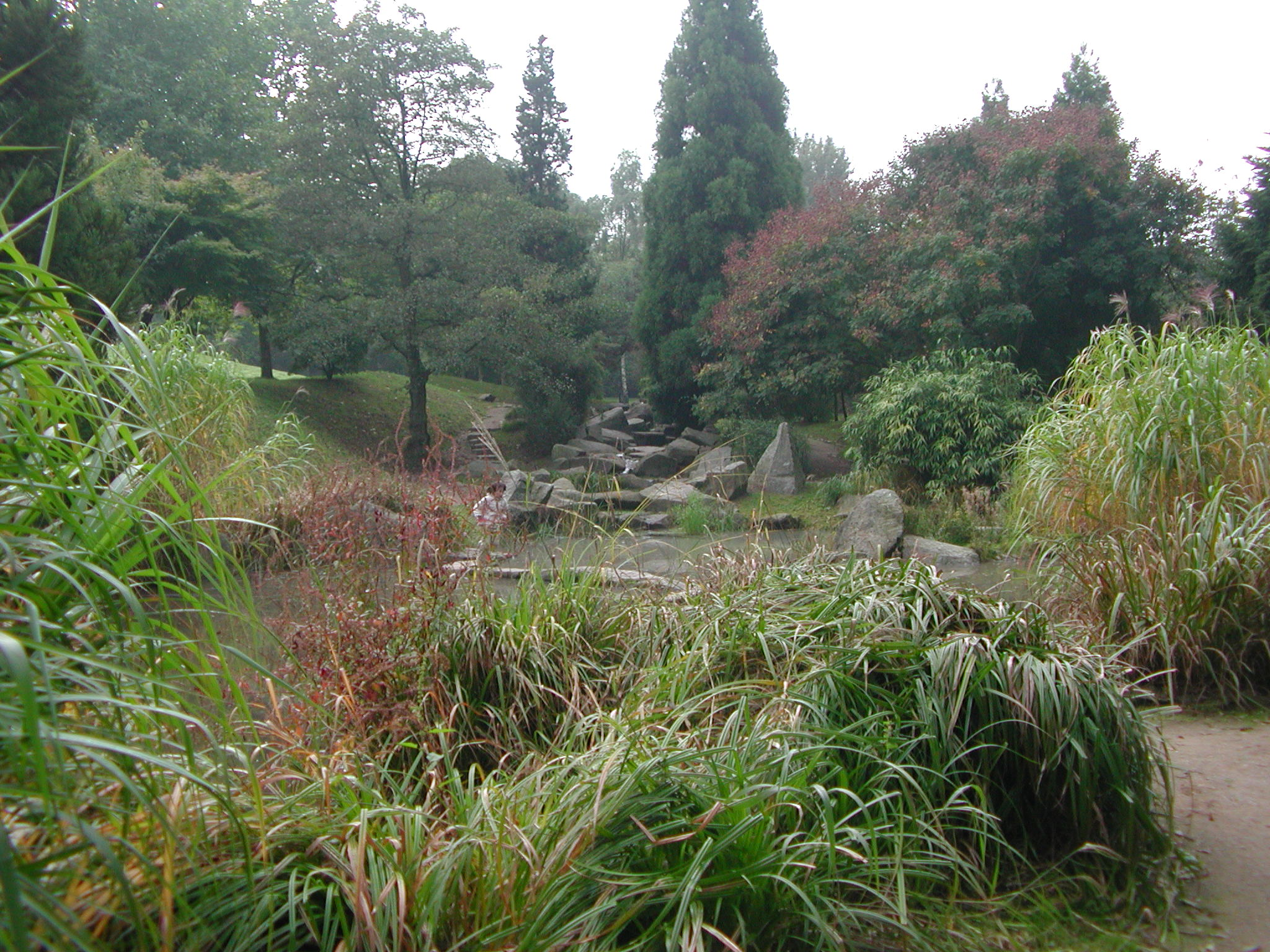
Japanischer Garten